# Labus saharensis
Labus saharensis är en stekelart som beskrevs av Giordani Soika. Labus saharensis ingår i släktet Labus och familjen Eumenidae. Inga underarter finns listade i Catalogue of Life.